# Gustaf Kobb

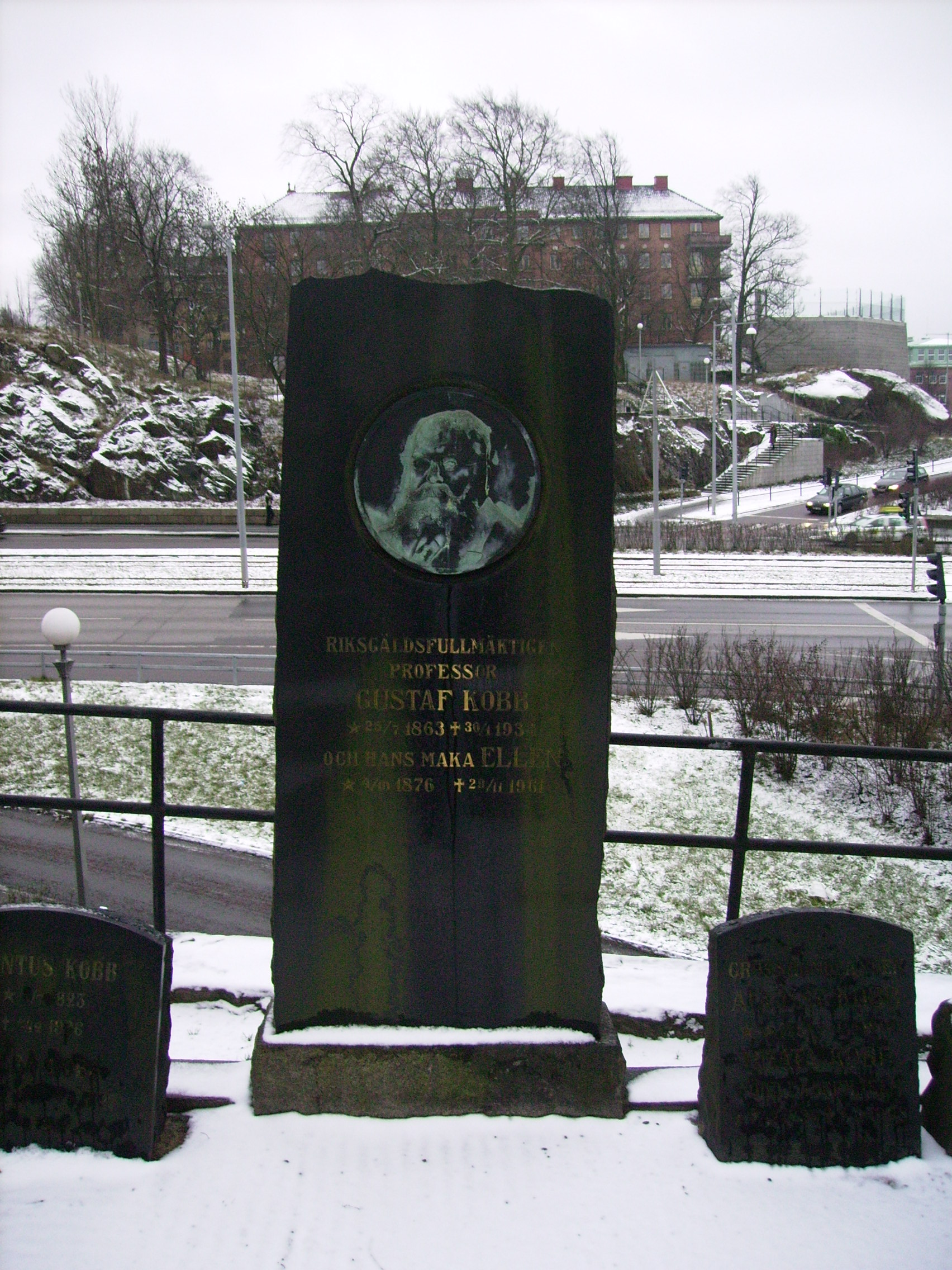
Gustaf Kobbs gravvård på Örgryte gamla kyrkogård.

Gustaf Kobb, född 25 juli 1863 i Kristine församling i Göteborg, död 30 januari 1934 i Stockholm, var en svensk politiker (liberal), riksdagsledamot, professor och riksgäldsfullmäktig. 
Kobb studerade vid Stockholms högskola 1881, vid Uppsala universitet 1882 och blev filosofie kandidat där 1885, filosofie licentiat 1888 och filosofie doktor 1889, förordnades samma år till docent i matematik och 1898 till docent i mekanik vid Stockholms högskola samt blev 1899 lärare vid Tekniska högskolan, där han 1912 utnämndes till professor i mekanik. Han var även lärare i dessa ämnen vid Sjökrigsskolan 1898–1912 samt vid Artilleri- och ingenjörhögskolan 1902–1910. Professuren i matematik och mekanik vid Kungliga tekniska högskolan innehade han åren 1912-1928. Kobb var sekreterare hos Stockholms högskolas lärareråd 1895-1903, konsulent i Arméns Pensionskassa 1909-18, i Enskilda Järnvägars Pensionskassa från 1910, ledamot av järnvägspensionskommittén 1903, av första försvarsberedningen 1911, av kommittén för centralisering av statens pensionsväsen 1913, av aktiebolagsskattekommittén 1918 samt ledamot av styrelsen för "Lars Hjertas minne" från 1901. 
Kobb var riksdagsledamot i andra kammaren för Stockholms stads valkrets 1909-1911 och därefter ledamot av första kammaren för Älvsborgs läns valkrets 1912-1914 och 1919-1920 samt för Södermanlands och Västmanlands läns valkrets 1924-1931. Han tillhörde Liberala samlingspartiet och efter den liberala partisprängningen Liberala riksdagspartiet. I riksdagen var han bland annat ledamot av bevillningsutskottet 1912-1914. Han var även vice ordförande i riksgäldsfullmäktige 1929-1934. Han engagerade sig politiskt i pensionsfrågor och i frågor om Sveriges officiella statistik.

## Familj
Gustaf Kobb var son till August Kobb och Beata Kristina Lagerhjelm. Han gifte sig 1900 med Ellen Elisabeth Hedlund (1876–1961), dotter till lantbrukare Johan Hedlund och Josefina Hedlund, född Andersson.